# Mary Decker
Mary Thereza Decker-Slaney (poročena Tabb), ameriška atletinja, * 4. avgust 1958, Bunnvale, New Jersey, ZDA.
Nastopila je na olimpijskih igrah v letih 1984, 1988 in 1996, leta 1988 je dosegla osmo mesto v teku na 1500 m in deseto v teku na 3000 m. Na svetovnih prvenstvih je leta 1983 dosegla uspeh kariere z osvojitvijo naslovov prvakinje v tekih na 1500 m in 3000 m, na panameriških igrah pa naslov prvakinje v teku na 1500 m leta 1979. Srebrna medalja v isti disciplini s svetovnega dvoranskega prvenstva leta 1997 ji je bila odvzeta zaradi dopinga. Trikrat je postavila svetovni rekord v teku na miljo ter po enkrat svetovni rekord v teku na 5000 m in svetovni rekord v teku na 10000 m.